# Ailey
Ailey – miasto w Stanach Zjednoczonych, w stanie Georgia, w hrabstwie Montgomery.